# Winterswijk
Winterswijk (baix alemany Wenterswiek) és un municipi de la província de Gelderland, al centre-est dels Països Baixos. L'1 de gener del 2009 tenia 28.997 habitants repartits sobre una superfície de 138,80 km² (dels quals 0,61 km² corresponen a aigua). Limita al nord amb Oost Gelre i Vreden, a l'est amb Stadtlohn i Südlohn i al sud amb Aalten, Bocholt, Rhede i Borken

## Nuclis de població
Meddo (1.421 h), Huppel (432 h), Henxel (279 h), Ratum (370 h), Brinkheurne (257 h), Kotten (820 h), Woold (870 h), Miste (672 h) i Corle (275 h).

## Administració
El consistori consta de 19 membres, compost per:
- Winterswijks Belang, 8 regidors
- Partit del Treball, (PvdA) 6 regidors
- Crida Demòcrata Cristiana, (CDA) 3 regidors
- Partit Popular per la Llibertat i la Democràcia, (VVD) 2 regidors
- Progressief Winterswijk, 2 regidors

## Galeria d'imatges

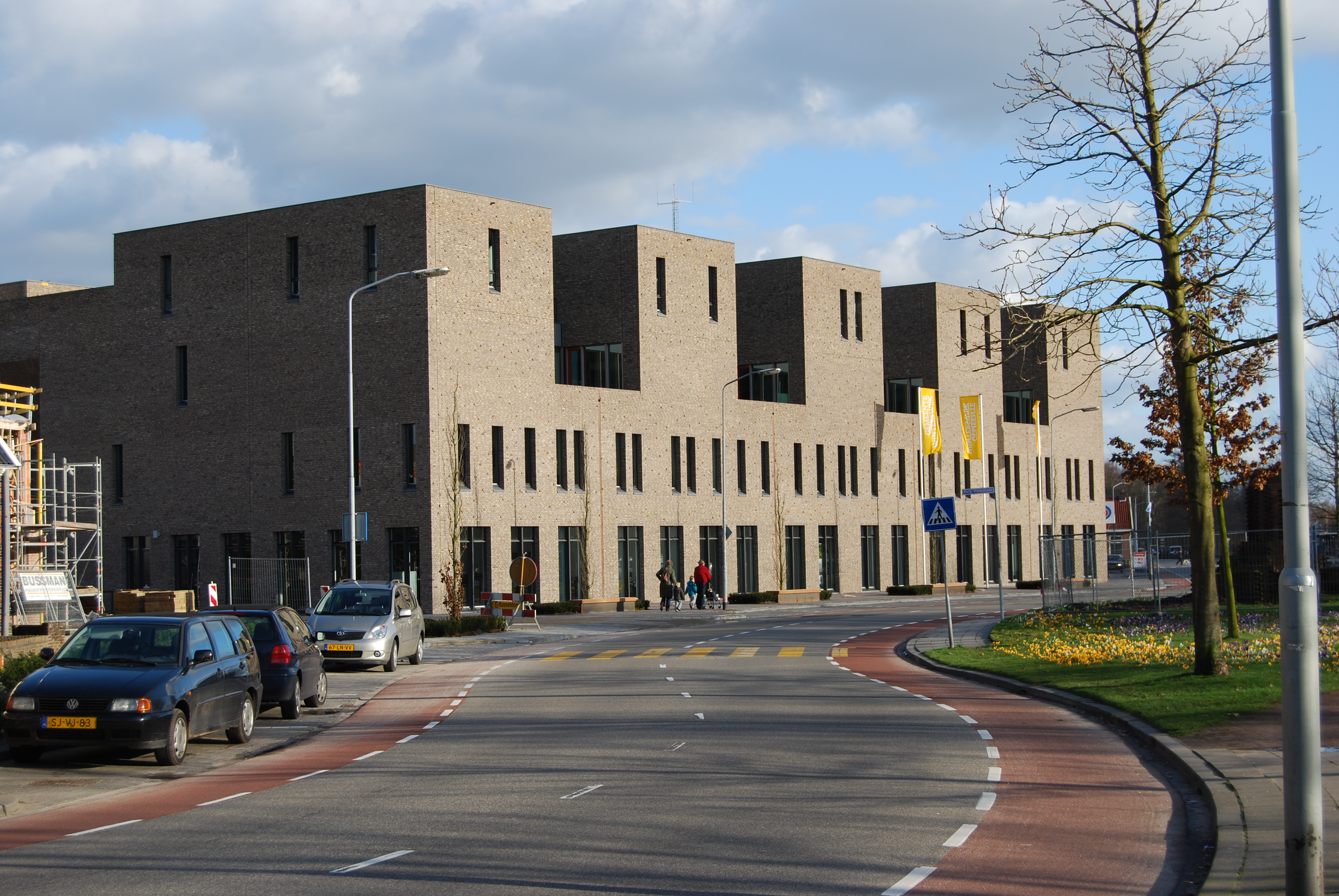
Ajuntament
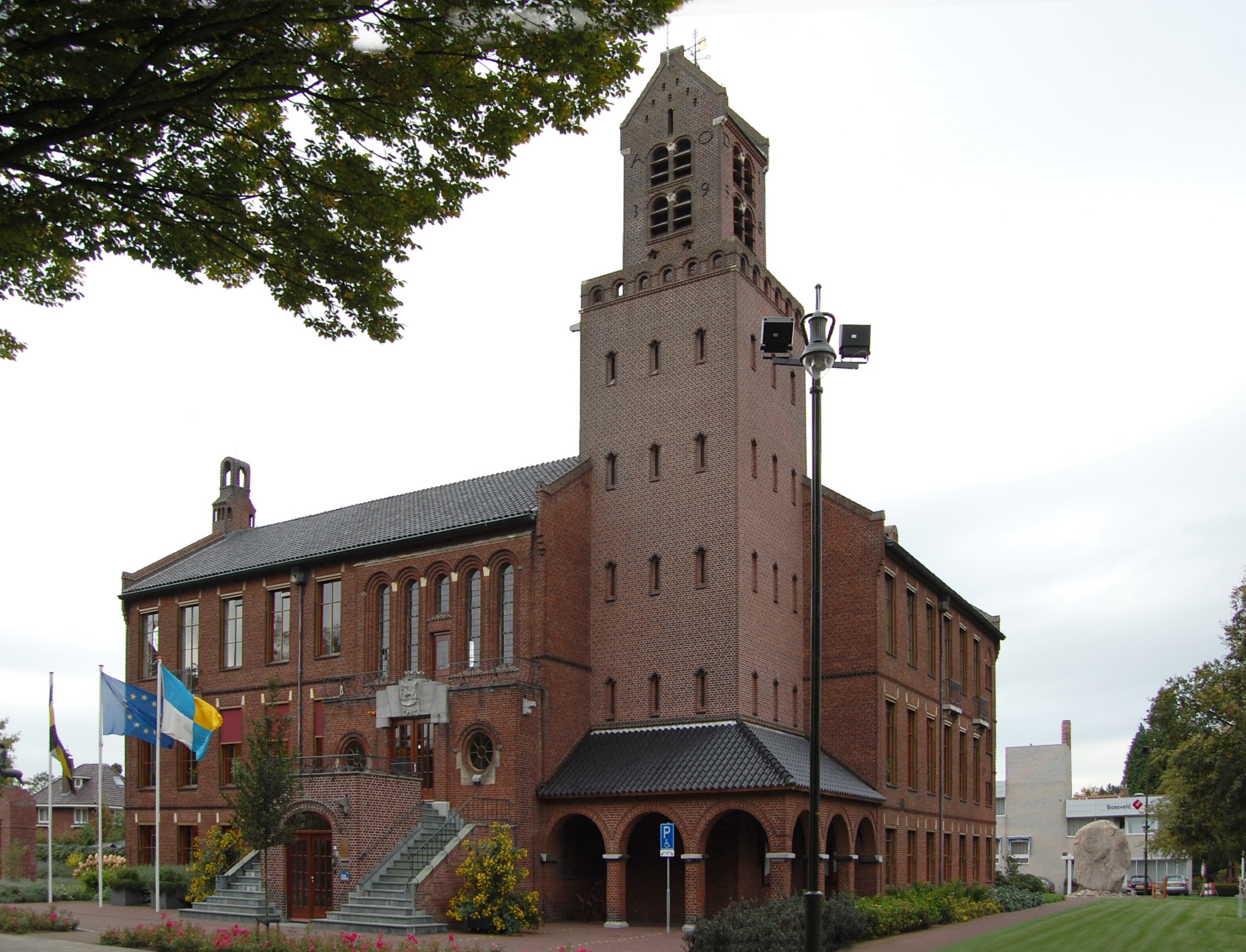
Antic ajuntament
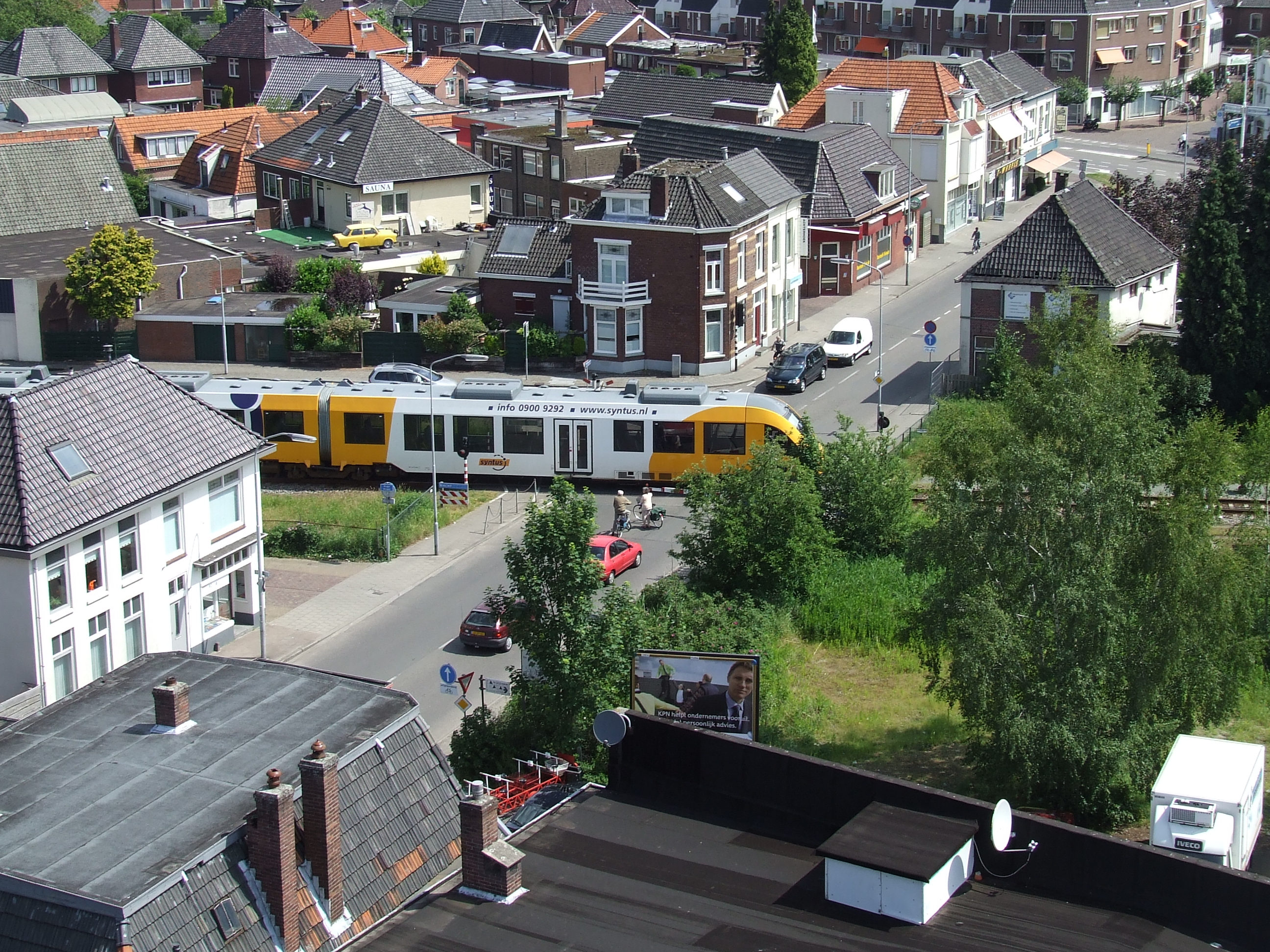
El tren